# Helga Stiller
Helga Stiller (* 26. März 1941 in Mühldorf, Kärnten) ist eine deutsche Politikerin (CDU) und ehemaliges Mitglied des Niedersächsischen Landtages.

## Leben
Nach der Mühldorfer Volksschule besuchte Helga Stiller die Spittaler Hauptschule und eine Handelsschule in Villach. Danach arbeitete sie von 1957 bis 1965 in einer Handelsfirma in Radenthein und Delmenhorst als Angestellte im kaufmännischen Bereich. Sie trat in die Deutsche Angestellten-Gewerkschaft ein, wurde Mitglied der katholischen Arbeitnehmerbewegung, der CDU und der CDA. Im Jahr 1983 übernahm sie den Vorsitz des Delmenhorster Kreisverbandes der CDA, zudem war sie im Landesvorstand Oldenburg des CDA in den Jahren 1982 bis 1992 Vorstandsmitglied, nach 1988 auch als Vorsitzende. Sie wurde 1981 in den Rat der Stadt Delmenhorst gewählt.
Vom 21. Juni 1990 bis 20. Juni 1994 war sie Mitglied des Niedersächsischen Landtages (12. Wahlperiode).
Sie ist verheiratet und hat zwei Kinder.